# Prosenik Začretski
Prosenik Začretski – wieś w Chorwacji, w żupanii krapińsko-zagorskiej, w mieście Zabok. W 2011 roku liczyła 158 mieszkańców.